# Fayaoué
Fayaoué is een plaats in de provincie Province des îles Loyauté in Nieuw-Caledonië.
Fayaoué telde in 2004 bij de volkstelling 4359 inwoners.